# Euperilampus scutellatus
Euperilampus scutellatus is een vliesvleugelig insect uit de familie Perilampidae. De wetenschappelijke naam is voor het eerst geldig gepubliceerd in 1915 door Girault.